# Rico Verhoeven
Ricardo „Rico” Verhoeven (ur. 10 kwietnia 1989 w Bergen op Zoom) – holenderski kick-boxer, mistrz świata GLORY w wadze ciężkiej z 2014.

## Kariera kickbokserska
Od 6 roku życia trenował kyokushin karate. W wieku 7 lat zaczął trenować kickboxing. Ze względu na wysoki wzrost i dużą tężyznę fizyczną w wieku 16 lat, startował w zawodach razem z dorosłymi.
Począwszy od 2008 walczył m.in. na galach K-1, It’s Showtime oraz SUPERKOMBAT i wygrywał nad takimi zawodnikami jak Filip Verlinden, Hesdy Gerges czy Ben Edwards. Notował również porażki m.in. z Ismaelem Londtem i Jamalem Ben Saddikiem. 31 grudnia 2012 brał udział w turnieju Glory Heavyweight Grand Slam Tournament, gdzie po pokonaniu Siergieja Charitonowa w rundzie eliminacyjnej, przegrał w ćwierćfinale z rodakiem Semmym Schiltem. Od 2012 związany głównie z Glory, gdzie zwyciężał topowych zawodników wagi ciężkiej na świecie m.in. Errola Zimmermana, Petera Aertsa, Gökhana Sakiego czy Daniela Ghițę w finale turnieju Glory wagi ciężkiej.
21 czerwca 2014 ponownie zwyciężył Ghițę, zostając mistrzem świata Glory w wadze ciężkiej. 3 stycznia 2015 jednorazowo wystąpił na chińskiej gali Kunlun Fight, gdzie przegrał z Białorusinem Andrejem Hierasimczukiem jednogłośnie na punkty.
W kolejnych latach sukcesywnie bronił tytułu Glory wygrywając w rewanżu z Zimmermanem (6 lutego 2015), dwukrotnie z Benjaminem Adegbuyiem( 5 czerwca, 4 grudnia 2015) oraz Mladenem Brestovacem (12 marca 2016).
9 września 2016 pokonał Brazylijczyka Andersona Silvę przez techniczny nokaut po trzech nokdaunach w drugiej rundzie, broniąc tym samym piąty raz mistrzostwo.
10 grudnia 2016 na gali GLORY 36 Collision, pokonał wracającego po prawie półtorarocznej przerwie Marokańczyka Badra Hariego przez TKO w 2. rundzie, wskutek kontuzji nogi, która uniemożliwiła Hariemu kontynuowanie pojedynku.
14 października 2017 podczas GLORY 46 w Kantonie znokautował w drugiej rundzie debiutującego w zawodowym kickboxingu Brazylijczyka Antônio Silvę. 9 grudnia 2017 po raz szósty obronił tytuł wagi ciężkiej GLORY nokautując w rewanżu Marokańczyka Jamala Ben Saddika. 
2 czerwca 2018 pokonał jednogłośną decyzją sędziów w rewanżu Mladena Brestovaca, broniąc tym samym po raz siódmy mistrzostwo GLORY, natomiast 29 września 2018 w ósmej obronie mistrzostwa zwyciężył Brazylijczyka Guto Inocente, również jednogłośnie na punkty.

### Kariera bokserska / MMA
Poza kickboxingiem, Verhoeven spróbował sił w  zawodowym boksie oraz MMA, wygrywając obie debiutanckie walki.

## Osiągnięcia
- 2013: Glory Heavyweight World Championship Tournament – 1. miejsce w turnieju wagi ciężkiej (+95 kg)
- 2014: mistrz świata GLORY w wadze ciężkiej